# Jonathan Golindano
Jonathan José Martínez Golindano (Maturín, 1 de abril de 1989) é um jogador de vôlei de praia venezuelano.

## Carreira
Em 2013, formou dupla com Fernando Ramos para o Grand Slam de Xangai pelo circuito mundial e terminaram na quadragésima primeira posição,  e com César Castro no circuito sul-americano competiu na etapa de Puerto de la Cruze terminaram na quinta posição,
Em 2014, disputou a etapa de Tucumán pelo circuito sul-americano com Jackson Henríquez e terminaram na quinta posição, depois com Vicente Salazar  conquistou a medalha de bronze na etapa de Tota.Com Carlos Rangel estreou no circuito mundial de 2014, no Aberto do Paraná (Argentina) e finalizaram em nono lugar, depois, terminaram em quinto lugar na etapa de Esmeraldas no circuito sul-americano. Em 2015, na temporada do circuito sul-americano,  esteve ao lado de Vicente Salazar na etapa de Camuri Chico e conquistaram a medalha de bronze.Estreou no circuito mundial de 2015 ao lado de Peter Hernández no Aberto de Xiamen e finalizaram na décima sétima posição, e no mesmo ano e já fazendo parte do circuito mundial de 2016, terminaram na trigésima terceira posição nos Abertos de Puerto Vallarta e Antália, além do vigésimo quinto lugar no Aberto de Doha, já em 2016, repetiram a mesma posição no Aberto de Maceió, e pelo circuito sul-americano de 2016, estiveram juntos  nas etapas de  Coquimbo,  Ancón e Morón, nestas terminaram na quinta posição.Com Carlos Rangel foi medalhista de prata nos Jogos Bolivarianos de Praia em Iquique no ano de 2016.Ainda no circuito sul-americano de 2016, conquistou a medalha de prata na etapa de Vicente López ao lado de Ronald Fayola, o quarto lugar em Assunção e o título em Santa Cruz de La Sierra e a dupla estava selecionada para disputar  a Continental Cup em Santiago
Em 2017, representando o Deportivo Guarapiche foi semifinalista da Liga Nacional de Vôlei de Praiana primeira etapa em San Fernando de Apure ao lado de Carlos Rangel, o bronze na quarta etapa e o quarto lugar na sexta etapa, e no circuito sul-americano terminaram na quarta posição no Grand Slam de Rosário (Argentina)
e foram campeãs na etapa de San Fernando de Apure e terminaram na quinta posição no Finals CSV de 2016-17 em Maringá e terminaram na trigésima sétima posição no Mundial de Viena de 2017.Em 2018,estiveram no circuito sul-americano na etapa de Nova Viçosa.

## Títulos e resultados
- Etapa de San Fernando de Apure do Circuito Sul-Americano de 2017
- Etapa de Santa Cruz de La Sierra do Circuito Sul-Americano de 2016
- Etapa de Vicente López do Circuito Sul-Americano de 2016
- Etapa de Camuri Chico do Circuito Sul-Americano de 2015
- Etapa de Tota do Circuito Sul-Americano de 2014
- Etapa de Rosário (Argentina) do Circuito Sul-Americano de 2017